# Andreas Moster

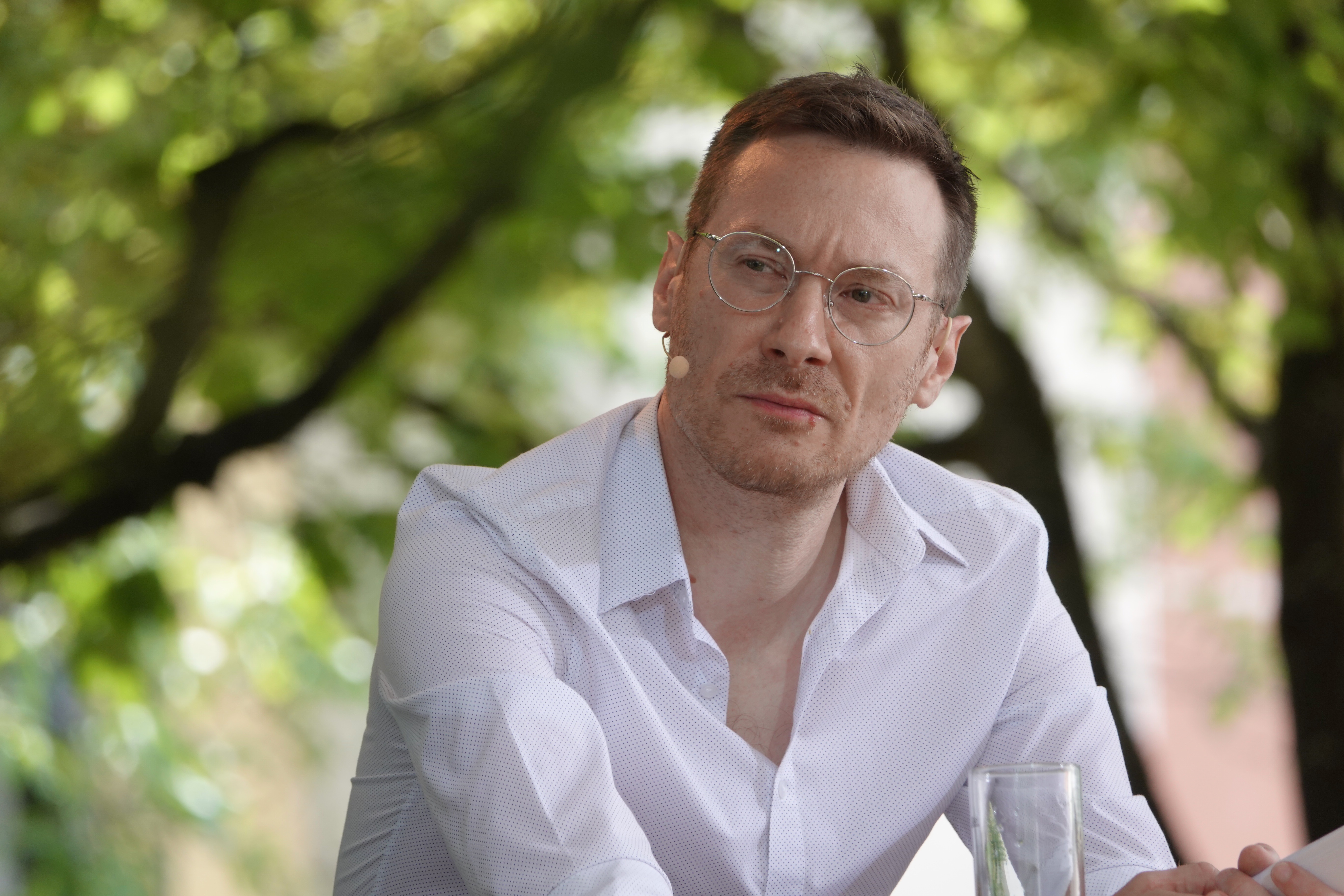
Andreas Moster beim Ingeborg-Bachmann-Preis 2022

Andreas Moster (* 18. Dezember 1975 in Bad Bergzabern) ist ein deutscher Schriftsteller und Übersetzer.

## Leben und Werk
Andreas Moster begann nach dem Abitur ein Studium der Englischen Philologie, Geschichtswissenschaft und Kommunikationswissenschaft an der Westfälischen Wilhelms-Universität Münster, das er 2002 mit dem Grad des Magister Artium abschloss. Seit 2003 ist er als Fachübersetzer und Texter in Hamburg tätig. Von 2004 bis 2007 absolvierte er ein Fernstudium zum staatlich geprüften Übersetzer in der Sprache Englisch an der AKAD in Stuttgart.
Obwohl er seit seiner Jugend schreibt, wandte er sich spät an einen Verlag. 2017 erschien sein erster Roman mit dem Titel Wir leben hier, seit wir geboren sind bei Eichborn. Der Text handelt von einem Fremden, der in ein namenloses Dorf in den Bergen kommt, dort einen Kalksteinbruch zu beurteilen hat und die patriarchalische Gemeinschaft durcheinanderwürfelt. Die „überaus rätselhafte Dorfgeschichte […] mit Kafka-Referenzen“ beschrieb Jan Wiele in der Frankfurter Allgemeinen Zeitung als „Prosa, die aus der Gegenwartsliteratur deutlich heraussticht“, auch weil die an sich realistische Geschichte „zu einer phantastischen Angelegenheit in lyrischer, symbolbeladener Sprache“ werde. 2018 wurde der Roman ins Italienische übersetzt.
Im Jahr 2021 veröffentlichte Moster seinen zweiten Roman Kleine Paläste. Hanno kehrt aus Anlass des Todes seiner Mutter zum ersten Mal seit 30 Jahren in die Kleinstadt seiner Kindheit zurück und sieht sich in die Aufgabe gedrängt, seinen Vater, einen alten Patriarchen, zu pflegen. Hinter den schönen Fassaden der Eigenheime tun sich bald Abgründe auf. Zur unheimlichen Atmosphäre des Romans trägt bei, dass Moster eine Tote, die Mutter, über andere sprechen lässt, „das Geschehen aus dem Geister-Off kommentierend“. Der Roman wurde zum Hamburger Buch des Jahres gekürt.
2022 nahm Andreas Moster auf Einladung der Jurorin Vea Kaiser an den 46. Tagen der deutschsprachigen Literatur in Klagenfurt teil.

## Publikationen (Auswahl)
- Wir leben hier, seit wir geboren sind, Eichborn Verlag, Köln 2017. ISBN 978-3-8479-0627-8
- Kleine Paläste, Arche Literatur Verlag, Zürich 2021. ISBN 978-3-7160-2804-9
- Der Silberriese, Arche Literatur Verlag, Zürich 2024. ISBN 978-3-7160-2815-5